# Utah Stingers
Gli Utah Stingers sono una franchigia pallavolistica maschile statunitense, con sede a Provo (Utah): militano in NVA.

## Storia
Gli Utah Stingers vengono fondati nel 2019 come franchigia di nuova espansione della NVA. Partecipano al loro primo torneo in occasione dello NVA Showcase 2020, conquistando il trofeo.

## Rosa 2023
| N° | Nome                  | Ruolo | Data di nascita   | Nazionalità sportiva |
| -- | --------------------- | ----- | ----------------- | -------------------- |
| 1  | Paul Clark            | S     | 30 ottobre 1992   | Stati Uniti          |
| 3  | Sam Kobrine           | S     | 26 maggio 1998    | Stati Uniti          |
| 4  | Shane Holdaway        | C     | 1º agosto 1997    | Stati Uniti          |
| 4  | Eric Visgitis         | C     | 31 luglio 1998    | Stati Uniti          |
| 6  | Shane Tye             | O     | 6 maggio 1988     | Stati Uniti          |
| 7  | Cody Wong             | P     | 15 agosto 1997    | Stati Uniti          |
| 8  | Kevin Kobrine         | O     | 27 gennaio 2000   | Stati Uniti          |
| 9  | Jorge Mencía          | O     | 14 aprile 1990    | Porto Rico           |
| 10 | Colin Donisthorpe     | C     | 13 luglio 1999    | Stati Uniti          |
| 11 | Fabián Rohena         | C     | 5 gennaio 1994    | Porto Rico           |
| 12 | Russell Holmes        | C     | 1º luglio 1982    | Stati Uniti          |
| 13 | Reed Chilton          | P     | 16 febbraio 1985  | Stati Uniti          |
| 14 | Mikheil Hoyte         | C     | 19 settembre 1990 | Trinidad e Tobago    |
| 15 | Inovel Romero         | S     | 28 gennaio 1995   | Porto Rico           |
| 18 | Juan Rosa             | L     | 11 agosto 1993    | Porto Rico           |
| 19 | Ian Eschenberg        | S     | 3 giugno 1998     | Stati Uniti          |
| 21 | Patrick Paragas       | P     | 30 marzo 2000     | Stati Uniti          |
| 22 | Storm Fa'agata-Tufuga | S     | 9 settembre 1996  | Stati Uniti          |
| 23 | Chandler Baugh        | L     | 15 marzo 1995     | Stati Uniti          |

## Palmarès
- NVA Showcase: 1

2020